# Bobby Indústria e Comércio de Carrocerias
Bobby Indústria e Comércio de Carrocerias Ltda., vorher Spaic Indústria e Comércio de Carrocerias Ltda., war ein brasilianischer Hersteller von Automobilen.

## Unternehmensgeschichte
Das Unternehmen Spaic Indústria e Comércio de Carrocerias Ltda. aus Rio de Janeiro begann 1983 mit der Produktion von Automobilen und Kit Cars. Der Markenname lautete zunächst Spaic, ab 1986 auch Bobby für ein Modell. Ende 1986 erfolgte die Umfirmierung in Bobby Indústria e Comércio de Carrocerias Ltda. Gleichzeitig wurde der alte Markenname aufgegeben. Noch in den 1980er Jahren endete die Produktion. Händler gab es 1986 in Belo Horizonte und Natal sowie 1987 in Belo Horizonte, Curitiba und Manaus.

## Fahrzeuge
Das erste Modell war die Nachbildung eines MG TD. Ein Fahrgestell von Volkswagen do Brasil mit Heckmotor bildete die Basis. Darauf wurde eine Karosserie aus Fiberglas montiert. Ein luftgekühlter Vierzylinder-Boxermotor von VW trieb die Fahrzeuge an.
1986 ergänzte der Bobby Buggy das Sortiment. Dies war ein VW-Buggy. Auffallend waren die eckigen Scheinwerfer. 1987 folgte der Candau, ein Mehrzweckfahrzeug auf gleicher Basis. Unüblich war der 1987 vorgestellte Bausatz, mit dessen Hilfe ein Chevrolet Monza einem Modell von Mercedes-Benz ähnelte.